# 필수 의약품
필수 의약품(Essential medicines)은 세계보건기구(WHO)에 의해 정의된 바에 따르면 "인구의 우선순위 의료 필요를 충족하는 의약품"이다. 필수 의약품은 사람들에게 항상 충분한 양으로 접근 가능해야 하며 일반적으로 저렴해야 한다. 1977년부터 WHO는 필수 의약품 모델 목록을 발행해 왔으며, 성인 환자를 위한 2019년 목록에는 400개 이상의 의약품이 포함되어 있다. 2007년부터는 어린이 환자를 위한 별도의 의약품 목록이 발행되었다. 2021년에는 성인과 어린이 모두를 위한 새로운 목록이 발행되었다.
2021년 이후 몇 가지 변경 사항이 구현되었는데, 이는 의약품 비용이 다른 선택 기준을 충족한다면 제외 기준이 되어서는 안 되며, 치료 영역 내에서 비용 효과 차이를 평가해야 한다는 내용이다. 그 이듬해에는 일반적으로 후천면역결핍증후군 치료에 사용되는 항레트로바이러스제가 필수 의약품 목록에 포함되었다.
WHO는 "핵심 목록"과 "보충 목록" 의약품을 구분한다.
- 핵심 목록은 기본 의료 시스템에 필요한 최소 의약품 목록으로, 우선순위 질환에 대해 가장 효과적이고 안전하며 비용 효과적인 의약품을 나열한다. 우선순위 질환은 현재 및 향후 공중보건 관련성, 그리고 안전하고 비용 효과적인 치료 가능성에 기반하여 선택된다.
- 보충 목록은 우선순위 질병에 대한 필수 의약품을 나열하며, 이는 전문 진단 또는 모니터링 시설이 필요한 경우에 해당한다. 의심이 되는 경우, 의약품은 다양한 환경에서 더 높은 비용 또는 덜 매력적인 비용 효과를 기반으로 보충으로 목록에 포함될 수도 있다.

이 목록은 선진국과 개발도상국 모두 155개 이상의 국가에서 국가 의약품 정책의 기초를 형성한다. 많은 정부는 건강 지출 결정 시 WHO 권고를 참조한다. 국가는 현지 우선순위를 고려하여 자체 목록을 준비하도록 권장된다. 150개 이상의 국가가 공식 필수 의약품 목록을 발행했다. 이러한 노력에도 불구하고 약 20억 명의 사람들이 여전히 필수 의약품에 접근할 수 없으며, 주요 장애물 중 일부는 저렴한 의약품 부족을 포함한 낮은 공급량이다. 이러한 부족에 따라 미국 식품의약국(FDA)은 2019년 가을 공급 문제를 극복하고 완화하기 위한 전략에 대한 보고서를 발표했다.

## 이론과 실제
1977년 WHO의 원래 정의는 "인구의 의료 필요에 대해 가장 중요하고 기본적이며 필수불가결하고 필요한 의약품"이었다. 이 개념은 1978년 일차보건의료에 관한 알마아타 선언의 10개 항목 중 하나에 언급되었다.
2002년 정의는 다음과 같이 변경되었다.
필수 의약품은 인구의 우선순위 건강 관리 필요를 충족하는 의약품이다.

이것은 2019년 기준 현재까지의 정의로 유지된다.
필수 의약품 목록의 사용은 더 나은 의료 품질과 가장 비용 효과적인 방식으로 건강 자원 관리를 개선하는 결과를 가져왔다. 이 목록은 건강보험 기관이 의약품을 포함하거나 제외하고 임상 연구 증거에 기반하여 용량을 수정하는 기준선 역할을 한다. 어린이와 성인 모두에게 필수 의약품 접근성을 개선하기 위해서는 의약품의 합리적인 사용을 보장하고 비용 효율성도 고려해야 한다.
2023년 중화인민공화국의 필수 의약품 가용성, 유통 및 진행 상황을 평가한 연구 결과에 따르면, 필수 의약품에 대한 접근성은 WHO의 목표에 비해 낮으며, 수년간 확대에 거의 진전이 없었다. 이 체계적인 검토 및 메타 분석 연구는 2009년부터 2019년까지 중국의 다양한 지역에서 필수 의약품 가용성을 보고한 연구를 통합했다. 이 데이터는 보편적 건강보장 목표를 달성하기 위해 지역 전반에 걸쳐 의약품 접근 및 유통을 개선해야 할 필요성을 지지한다. 필수 의약품이 모든 사람에게 접근 가능하도록 하는 것은 일반 대중의 재정적 어려움 없이 더 나은 건강을 위한 기반이다.
보편적 건강보장 목표는 2015년에 설정되었으며, 여러 국가가 모든 사람에게 치료, 완화, 재활 및 예방 건강 조치를 보장하기 위한 조치를 취했다. 해당 지역 내에서 적절하고 적용 가능한 필수 의약품에 대한 접근성이 형평성 있고 보편적 건강보장으로 나아가기 위한 첫 단계라는 것을 이해하는 것이 중요하다.

### 선택
의약품은 치료되는 질병의 흔함, 효과에 대한 증거, 부작용 정도, 다른 선택지에 비해 비용 등을 기준으로 필수 의약품으로 선정된다. 인권법과 WHO의 필수 의약품 정책을 의약품에 관한 국가 법률에 적용하기 위해, 필수 의약품에 대한 보편적 접근성을 향상시키기 위해서는 affordability와 financimg를 이해해야 한다. 필수 의약품 목록의 의도는 적절한 치료 사용을 제공하고 다른 국가에서 불리한 이익-위험 균형으로 인해 시장에서 철수된 의약품을 포함하지 않는 것이다. 많은 국가의 노력에도 불구하고 일부 개인은 필요를 충족하지 못하고 필요한 의약품을 받기 위해 사법부라고 불리는 대안 계획에 의존해야 한다. "의약품 접근의 사법화"라고도 알려진 사법부는 기술, 과학, 법률 및 사회적 측면을 포함한다. 이러한 측면을 종합적으로 탐색하기 위한 추가 연구가 필요하다.

### 비용 대 효과 비율
의약품은 각 의약품이 여러 품질과 용도를 가질 수 있다는 사실 때문에 가격이 다르게 책정될 수 있다. 다양한 의약품이 서로 다른 비용, 개별적인 용도, 독특한 이점을 가지고 있기 때문에 비용 효율성 이론이 촉발된다. 비용 효율성은 제약산업 생산자들과 의약품 구매자들(국가 보건 서비스) 사이의 논쟁의 주제이다. 필수 의약품 접근성이 매년 1000만 명의 생명을 구할 수 있을 것으로 추정된다. 필수 의약품에 대한 접근은 효과적인 의료 시스템의 초석이며 글로벌 건강 이니셔티브의 근본적인 구성 요소로, 삶의 질을 향상시키고 건강 불평등을 줄이며 지속 가능한 발전을 촉진하는 것을 목표로 한다. 필수 의약품에 대한 적절한 접근은 조기에 효과적으로 관리함으로써 매우 비싼 치료와 입원 비용을 낮출 수 있다.

## 역사
WHO는 1977년 특정 의약품이 다른 의약품보다 더 자주 필요하며 많은 다양한 인구에게 종종 접근하기 어렵다는 생각에 기반하여 필수 의약품 모델 목록을 만들었다. 2018년 현재 146개국이 필수 의약품 개념을 사용하고 있으며, 이는 또한 공중보건 중요도, 효능, 안전성 및 의약품 비용에 따라 의약품 상환을 안내하는 데 사용된다. 필수 의약품 개념의 목표는 공중보건에서 가장 관련성이 높은 의약품, 즉 가장 자주 사용되는 의약품이 해당 인구의 모든 사람에게 무료 또는 매우 저렴한 비용으로 동등하게 제공되어야 한다는 것이다.
WHO 필수 의약품 목록은 1977년부터 2년마다 업데이트되었다. 23번째 버전은 2023년 7월에 발표되었다. 그 기간 동안 의약품 수는 1977년 원래의 208개에서 두 배 이상 증가하여 2023년에는 500개 이상이 되었다. 의약품은 각 국가의 EML 포함 여부에 따라 필수 또는 비필수로 분류된다. 결과는 WHO 지역, 세계 은행 소득 그룹, 부의 불평등 및 치료 그룹별로 분석된다. 필수 의약품 가용성은 비필수 의약품(27.3%)보다 높았다(61.5%). 그러나 공공 부문에서 필수 의약품의 중앙값 가용성은 40%였으며, 비필수 의약품의 6.6%와 비교된다. 따라서 전반적으로 공공 부문에서 필수 의약품 가용성은 여전히 최적이 아니며, 이는 공평한 접근을 달성하는 데 어려움이 있음을 나타낸다.

### 어린이 목록
"WHO 어린이를 위한 필수 의약품 모델 목록"의 첫 번째 판은 2007년에 출판되었고, 9번째 판은 2023년에 출판되었다. 이는 적절한 제형의 가용성 등 어린이의 필요가 체계적으로 고려되도록 하기 위해 만들어졌다. EML(필수 의약품 목록)은 전체 인구를 대상으로 하지만, EMLc(어린이를 위한 필수 의약품 목록)는 12세 이하의 어린이를 대상으로 한다. 첫 번째 판에는 200가지 다른 의약품의 450가지 제형이 포함되었고, 2023년 목록에는 361가지 의약품이 포함되었다. 어린이를 위한 EML을 만드는 의도는 어린이 생존을 개선하고 사망 및 이환율 원인에 대한 치료 옵션을 제공하는 것이다.
WHO는 2007년에 "Make Medicines Child Size"(MMCS) 캠페인을 시작했으며, 그 목적은 어린이의 체중과 연령에 기반한 적절한 요법 및 제형을 만드는 것이다. WHO 어린이를 위한 필수 의약품 목록(EMLc)에 등재된 경장 투여 제형의 연령 적합성을 평가한 2021년 연구는 용량 조절 가능성, 제형 유연성, 어린이의 삼킴 능력과 같은 요인에 대한 의존도를 강조했다. 2011년에서 2019년 사이의 EMLc 분석 결과, 대부분의 경장 투여 의약품은 6세 미만 어린이에게 연령에 적합하지 않았으며, 투여 전에 의약품 조작이 필요했다. 이 관행은 안전 및 효능에 대한 우려를 제기한다. 결과적으로, 이 연구는 소아청소년과 인구를 위한 연령에 적합한 필수 경장 의약품 선택 및 개발에 대한 더 포괄적인 정보와 지침의 시급한 필요성을 강조한다.
일반 인구와 12세 미만 어린이에게 별도의 목록을 유지하는 관행은 의료 개입을 맞춤화하는 데 유익하지만, 이는 무의식적으로 청소년을 후자 범주에서 제외시킨다. 이러한 연령 기반의 제한은 이 인구 통계학적 특성의 고유한 의료 필요를 간과하는 결과를 초래할 수 있다. 청소년을 위한 목록도 만드는 것이 좋을 것이다. 이것은 의료 제공자가 각 그룹에 맞는 맞춤형 치료를 제공할 수 있도록 하므로 중요하다. 이러한 구분은 치료가 어린이의 고유한 생리학적 요구에 적합하도록 보장한다.

### 성인 목록
첫 EML은 1977년에 발간되었으며 모든 사람에게 의약품 접근성과 가용성을 개선하기 위한 도구로 만들어졌다. 그 이후 여러 판의 EML과 연구가 발표되었으며, 목록에 있는 특정 의약품의 필요성, 효능, 안전성을 비교했다. 또한 여러 지역의 EML을 비교하여 약물 등급의 용량 및 안전성 적절성을 보장하기 위한 연구가 수행되었다.
코데인과 같은 의약품은 약물 남용 가능성이 있으며 필수 의약품으로 확립되었지만, 일부 윤리적 질문을 제기했다. 안전성을 강조하는 문헌이 부족한 상황에서 코데인은 필수 의약품으로 지정하는 것을 매우 만류했다. 또한, 2011년 코데인이 어린이용 WHO 필수 의약품 목록에서 제거되면서 성인에서의 사용에 대한 더 큰 논의가 촉발되었다. 또 다른 기사는 여러 국가의 EML에서 다양한 항생제의 경험적 용량의 적절성에 대해 논의한다. 상위 31개 우선 순위 세균 감염을 비교 기준으로 사용한 결과, 항생제 목록 및 용량을 확대하면 감염 치료에 대한 순응도를 높일 뿐만 아니라 대부분의 세균 감염에서 항생제 내성 합병증을 해결할 수 있음을 보여주었다. 이 2021년 단면 연구는 138개국의 필수 의약품 목록에 있는 항생제를 검토하고 각국의 국가 목록을 평가했다. 데이터에 따르면 평균적으로 44가지 필수 항생제 중 24가지는 인구에게 접근 가능했으며, 5가지는 보관용으로 간주되었고, 15가지는 AWaRe 분류를 사용하여 WATCH로 분류되었다.
또한 WHO 필수 의약품 목록 작성의 참고 자료로 치료 가이드라인을 활용하여 국가 전체의 치료 일관성 및 조화를 제공하는 데 사용되었다. 2022년 심혈관계 의약품의 정량 분석 연구에 따르면, 조합 요법 및 특정 유형의 약물 등급의 일반적인 처방집을 채택하는 것이 해당 지역 내에서 환자 순응도 및 심혈관 결과 개선에 도움이 될 수 있음을 시사한다. 이 연구는 남아프리카 공화국과 15개 다른 남아프리카 개발 공동체(SADC)의 2021년 심혈관 의약품 필수 의약품 목록을 비교했다. 대부분의 SADC 목록이 남아프리카 공화국의 WHO 필수 의약품 목록과 일치하는 것은 이를 국가 EML에 구현하는 것이 전국적으로 CVD 의약품의 접근성 및 가용성을 지속적으로 높일 수 있음을 지지한다.

## 이행
WHO 필수 의약품 목록은 매우 가치 있는 도구이며 국가 의약품 정책에 필수적이지만, 아직 이행하려는 충분한 노력이 이루어지지 않았다. 2022년 질적 증거 종합에 따르면 WHO 필수 의약품 목록의 채택 및 이행에 영향을 미치는 몇 가지 요인이 있다. 이 연구는 국가 수준에서 EML을 이행하기 위해 지원이 필요한 영역을 식별했다. WHO 필수 의약품 목록을 이행하려는 노력의 부족은 잠재적인 건강 혜택을 훼손하고 접근의 불평등을 악화시키며 건강 비용과 인프라를 증가시킨다.
WHO EML 이행은 자문 의무를 가지고 운영할 수 있는 국가 의약품 선택 위원회를 통해 이루어질 수 있다. 이러한 위원회는 또한 매우 명확한 리더십, 모니터링 및 평가가 필요하다. EML 이행은 비용을 낮추는 데 도움이 되는 일종의 상환 절차가 있다면 효율적으로 이루어질 수 있다. 또한 EML에는 필요한 항목을 나열하는 등 권장 임상 진료가 포함되어야 이 목록을 쉽게 이행할 수 있다. 예를 들어, 주사 가능한 의약품의 경우 EML은 환자가 의약품 외에 주사 장치와 안전 상자도 필요함을 나타내야 한다. 마지막으로, 준수를 확인하기 위한 명확한 법규 및 모니터링이 필요하다.

## 사회와 문화
필수 의약품 접근은 지속가능 개발 목표, 특히 목표 3.8의 일부이다.
전 세계적으로 활동하는 여러 조직이 이 목록을 사용하여 공급할 의약품을 결정한다. 많은 국가들은 목록을 엄격하게 따르기보다는 필수 의약품 목록을 자체 요구 사항에 따라 법규 및 규정을 개발하는 지침으로 참조한다.
에콰도르, 가나, 필리핀, 남아프리카 공화국, 우크라이나는 모두 필수 의약품 또는 의약품 가격 및 혜택 선택에 대한 경제 정책을 안내하는 기타 보건 인프라에 대한 언급을 포함한다. 특히 본인 부담 비용이 흔한 중소득 국가에서는 건강 형평성 조치와 경제 정책이 의약품의 적정성과 공중 보건 법규의 영향을 평가하는 데 도움이 된다.
브라질은 WHO의 첫 번째 필수 의약품 목록보다 13년 앞서 RENAME이라는 자체 EML을 발표했다. RENAME은 안전성, 효능, 의약품 가용성에 초점을 맞춘 의약품과 브라질 인구의 건강 우선 순위를 포함했다. WHO EML은 브라질이 의약품을 치료 등급별로 분류하도록 장려하여 다른 의약품이 목록에 포함되어 있음에도 불구하고 두 목록 모두 동일한 형식을 갖도록 했다. WHO의 2009년 어린이 EML의 추가는 브라질이 자체 RENAME 소아 목록을 고려하도록 영감을 주었다. 그러나 제한 사항으로 인해 브라질은 자체 어린이 전용 EML을 확정하기 전에 국내 소아 의약품 증거를 더 기다려야 했다. 높은 가격과 낮은 가용성과 같은 문제들은 의료 서비스가 헌법상의 권리임에도 불구하고 시민들이 실제로 의약품을 얻는 방식에 영향을 미쳤다.
중화인민공화국은 1982년에 처음 자체 EML을 발표했으며, 현재 EML에는 2,000개 이상의 한약, 화학약품, 생물학적 의약품이 포함되어 있다. 중화인민공화국 위생부는 의학 및 경제 전문가로 구성되어 있으며, 자문 및 검토 그룹으로 나뉘어 국가 의약품 목록을 개발한다. 중국의 성들은 자체 EML을 구성할 수 있지만, 국가 EML에 이미 나열된 의약품을 제거할 수는 없다.
인도는 1996년에 처음으로 국가 필수 의약품 목록(NLEM)을 개발했으며, 최소한의 수정만 거쳤다. 증거 기반 기준은 목록에 추가하거나 제거할 의약품을 결정하는 데 사용된다. 임상의, 약리학자, 약사 등은 목록을 논의하고 검토하며, 공개 토론을 통해 NLEM을 수정하고 확정한다. 그러나 열악한 의약품 공급 및 낮은 보건 투자로 인한 직원 부족으로 인해 사람들은 사립 병원 및 진료소에서 치료를 받아야 했다. 또한 전국적으로 농촌 및 도시 인구의 다양성이 크기 때문에 의료 서비스 및 일반적인 접근성은 도시 인구에게 더 유리하게 제공된다.

## 같이 보기
- 필수 의약품 접근 캠페인
- 필수 의약품을 위한 대학 동맹
- 필수 의약품 및 의약품 부서
- WHO 필수 의약품 목록